# Parque Nacional do Vale de Kobuk
Kobuk Valley National Park é um parque nacional localizado nos Estados Unidos.